# Газорозподільна станція

План типової газорозподільної станції

Газорозподі́льна ста́нція (англ. Gas distributing station; нім. Gasverteilungsstation) — сукупність устаткування і обладнання для розподілу газу і регулювання його тиску, а також додаткового очищення від механічних домішок, одоризації, захисту трубопроводів і лінійного обладнання від недопустимого підвищення тиску, обліку витрат газу великими споживачами або районами. Газорозподільні станції входять до газорозподільних систем.

## Класифікація
Розрізняють:

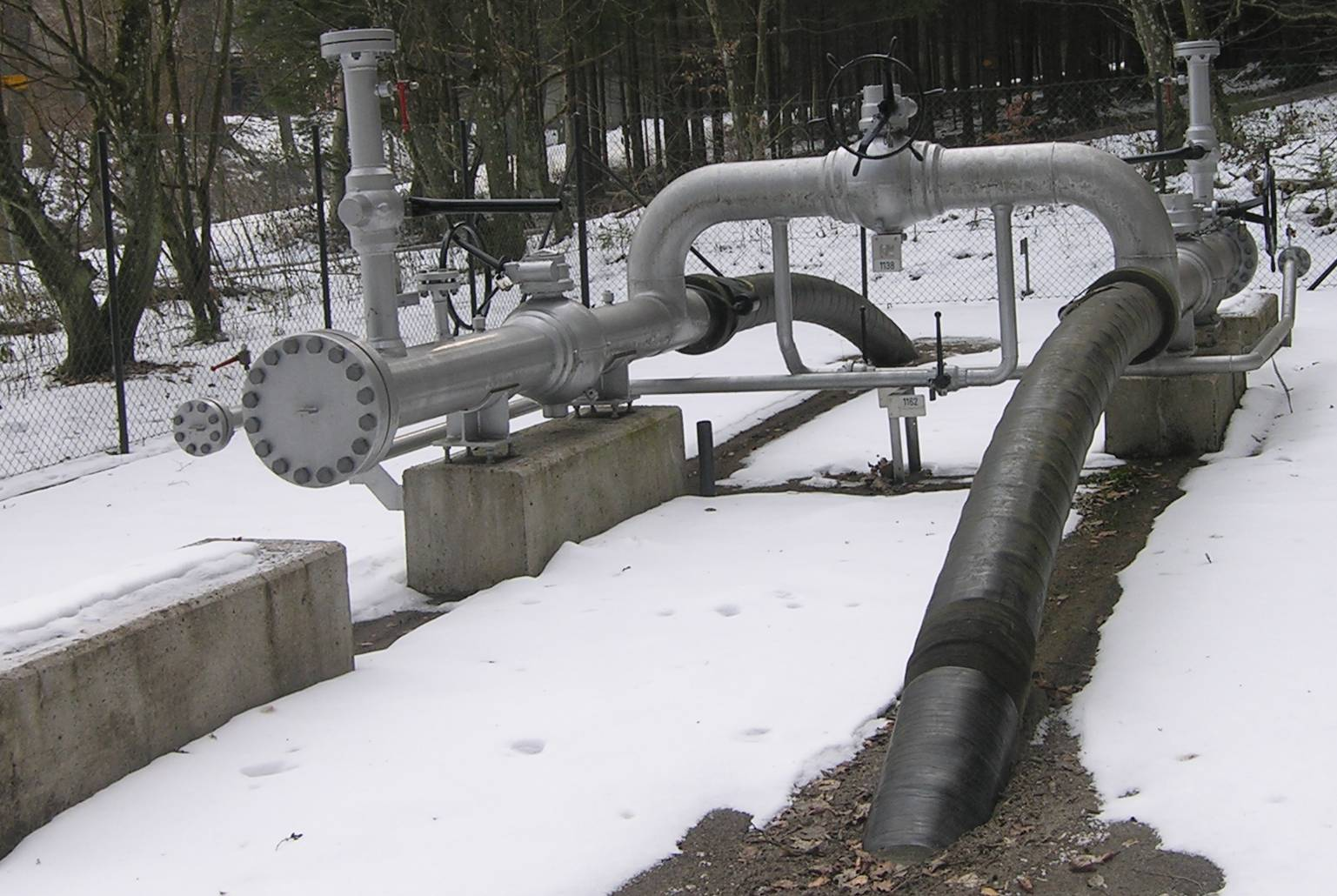

- власне газорозподільну станцію, які споруджуються на кінцевих пунктах магістральних газопроводів або газопроводів, які відходять від них, продуктивністю до 500 тис.м3/год;

- промислові газорозподільні станції; контрольно-розподільні пункти; газорегуляторні пункти;

- автоматичні газорозподільні станції (АГС), для газопостачання споживачів у заданому обсязі з певним тиском, необхідним ступенем очищення, одоризації та обліком кількості газу.

### Промислові газорозподільні станції
Промислові газорозподільні станції призначені для оброблення газу, який видобувається на промислах, а також для постачання газом прилеглого до промислу населеного пункту, контрольно-розподільні пункти — промислових або сільськогосподарських об'єктів, а також для постачання кільцевої системи газопроводів, які споруджуються навколо міста, продуктивністю 2—12 тис.м3/год. Газорегуляторні пункти використовують для постачання газорозподільних мереж або об'єктів із споживанням до 1,5 тис.м3/год.

### Автоматичні газорозподільні станції
Автоматичні газорозподільні станції постачають газом невеликі населені пункти, колективні господарства на відгалуженнях від магістральних газопроводів. Газорозподільні станції бувають з вахтовим і безвахтовим обслуговуванням при пропускній здатності відповідно понад і до 200 тис.м3/год.
Газорозподільна станція на магістральних газопроводах знижують початковий тиск газу по одно-, дво- або триступінчастій схемі до 1,2 МПа і менше, газорегуляторні пункти — до 0,6 МПа і менше. Основний типовий ряд пропускної здатності газорозподільні станції: 10, 50, 100, 200 тис.м3/год; його модифікації: 1, 5, 25, 150 тис.м3/год.

## Структура
До складу газорозподільних станцій входять основні блоки:
- комутаційних пристроїв;
- очищення газу;
- попередження гідратоутворення (при необхідності);
- автоматичного редукування (регулювання тиску, вимірювання витрати газу);
- автоматичної одоризації газу.

Газ із вхідного газопроводу надходить до блоку комутаційних пристроїв і подається на очищення в оливні пиловловлювачі або вісцинові фільтри блоку очистки, потім надходить до блоку автоматичного регулювання тиску. Далі газ надходить до вихідних газопроводів низького тиску, де проводяться вимірювання витрати, її кількісний облік і одоризація. Кількість ліній редукування на газорозподільній станції залежить від витрати газу; одна з ліній передбачається як резервна. 
Автоматизовані газорозподільні станції оснащуюються комплектом запірної арматури, яка при аварійній ситуації забезпечує автоматичне введення в дію і відключення робочих і резервних ліній редукування. Для безперебійного постачання споживачів газом в разі виходу з ладу регулятора тиску, заміни, ремонту або огляду обладнання передбачається обвідний газопровід (байпас) з ручним регулюванням тиску. Найбільшого поширення набули газорозподільні станції, які споруджені за типовими проектами, або блочні заводського виготовлення.